# Ovídio de Andrade Melo
Ovídio de Andrade Melo (* 17. September 1925 in Barra do Pirai, Rio de Janeiro; † 2014 in Rio de Janeiro) war ein brasilianischer Diplomat.

## Leben
Ovídio de Andrade Melo war Bachelor of Laws sowie Bachelor der Sozialwissenschaft der Fakultät der Rechtswissenschaft von Niterói. Von 1948 bis 1949 besuchte er das Rio Branco-Institut. Von 1952 bis 1954 war er Konsul dritter Klasse in Kanada. Von 1954 bis 1956 war er Gesandtschaftssekretär dritter Klasse in Lima. 1957 war er Vizekonsul in Kōbe. Von 1958 bis 1959 war er Assistent der Abteilungsleitung des Itamaraty.
Ab 1960 wurde er vom Gesandtschaftssekretär zweiter Klasse zum Gesandtschaftssekretär erster Klasse in der Abteilung Organisation Amerikanischer Staaten (OAS) in Washington, D.C. befördert. Er war Teilnehmer des Comitê dos 21. Ab 1962 war er Gesandtschaftssekretär in Buenos Aires.
Vom 5. bis 7. August 1961 stellten Vertreter der US-Regierung in Punta del Este, bei einer außerordentlichen Konferenz des CIES die Alliance for Progress vor. Die Regierung von Fidel Castro lehnte, vertreten durch Che Guevara ihre Teilnahme ab. Vom 22. bis 31. Januar 1962 gehörte Ovídio de Andrade Melo zur Delegation bei der achten Außenministerkonferenz der OAS in Punta del Este, bei der es der US-Regierung gelang, die Mitgliedschaft der Regierung von Fidel Castro bei der OAS zu suspendieren.
Die Regierung von João Goulart hatte diplomatische Beziehungen mit der Regierung von Nikita Chruschtschow aufgenommen und Ovídio de Andrade Melo war Mitglied einer Delegation die von 1962 bis 1963 ein Handelsabkommen verhandelte und unterzeichnete.
1963 war er Teilnehmer des zweiten Jahrestreffens des CIES in São Paulo. 1965 nahm er an einer Konferenz der Bewegung der Blockfreien Staaten in Algier teil. Ab 1965 leitete er die Abteilung Vereinte Nationen im Itamaraty. 1967 wurde er vom Gesandtschaftsrat zweiter Klasse befördert. 1967 war er Stellvertreter des Delegationsleiters zu Konferenz der Comissão Preparatória para a Desnuclearização da América Latina (COPREDAL) in Mexiko-Stadt und war Teilnehmer einer Abrüstungskommission in Genf. Von 1967 bis 1968 war er Bürovorsteher des Generalsekretärs des Itamaraty. Von 1968 bis 1975 war er Generalkonsul in London. Am 11. November 1975 war er Sondergesandter zu den Feierlichkeiten der Unabhängigkeit Angolas von Portugal in Luanda.
Von 4. September 1975 bis 1982 war er Botschafter in Bangkok und gleichzeitig  bei den Regierungen in Kuala Lumpur und Singapur akkreditiert. 1982 war er Botschafter in Kingston (Jamaika) und bei der Internationalen Meeresbodenbehörde akkreditiert.

## Veröffentlichung
- Memoirs of a mould removing diplomat[6]